# Éditions Cujas
Les éditions Cujas sont une maison d'édition universitaire française indépendante, spécialisée notamment en droit et en économie, mais aussi en histoire et religions.

## Histoire
Les éditions Cujas sont une société anonyme dénommée Société Joly et fils fondée en 1936 par Berthe Joly (1907-1987), restées dans le giron de la famille. Son siège social est situé 4 à 8, Rue de la Maison-Blanche (métro Tolbiac), dans le treizième arrondissement de Paris.
Son nom provient du juriste Jacques Cujas, un des principaux représentants de l'humanisme juridique.

## Publications et revue
La Revue pénitentiaire et de droit pénal, créée en 1877 par la Société Générale des Prisons et de Législation Criminelle, est éditée par les éditions Cujas. Cette revue qui paraît à raison de 4 numéros par an est la plus ancienne publication française traitant de droit pénal au sens large.  Son directeur de publication est Philippe Conte, professeur à l'Université Panthéon-Assas.
Cette maison d'édition possède également un département de livres anciens, créé en 1936 qui héberge de nombreux ouvrages de droit, de science politique et d'économie publié en langue française depuis le XVIIe siècle.

## Auteurs principaux
- Marc Ancel (1902-1990), membre de l'académie des sciences morales et politiques ;
- Michel Fromont (1933-), professeur agrégé de droit public à l'université Paris-I ;
- Jacques Lecaillon (1925-2014), professeur agrégé d'économie à l'université Paris-I ;
- Philippe Malaurie (1925-2020), professeur agrégé de droit civil à l'université Paris II ;
- Jean Marchal (1905-1995), professeur d'économie, membre de l'Académie des sciences morales et politiques ;
- Jean Pradel (1933-2021), professeur de procédure pénale et de droit pénal européen.